# Horst Bollmann

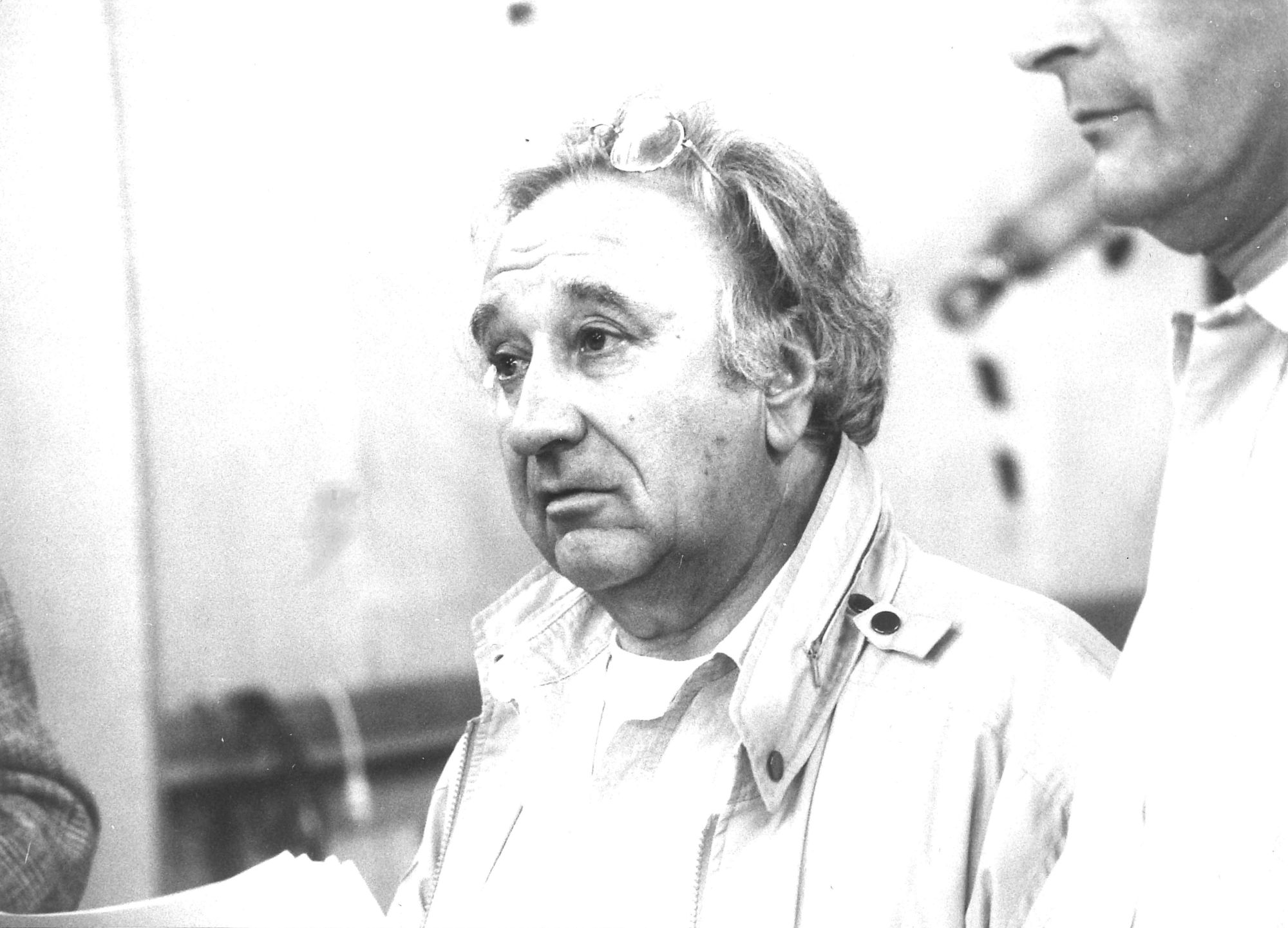
Der Schauspieler Horst Bollmann bei einer Hörspielproduktion Ende der 1980er Jahre in einer Aufnahme des Berliner Fotografen Werner Bethsold.

Horst Bollmann (* 11. Februar 1925 in Dessau; † 7. Juli 2014 in Berlin) war ein deutscher Schauspieler.

## Leben
Der Sohn eines Verwaltungsdirektors wuchs in Siegen auf und legte dort 1943 am Gymnasium Am Löhrtor sein Abitur ab. Es folgten zwei Jahre Kriegseinsatz. Nach dem Zweiten Weltkrieg besuchte er von 1946 bis 1949 die renommierte Folkwang-Schule in Essen, wo er auch sein Theaterdebüt gab. Engagements in Mannheim und Berlin folgten. Bollmann wurde 1959 von Boleslaw Barlog an die Staatlichen Schauspielbühnen Berlin engagiert, wo er bis 1988 Ensemblemitglied war. Daneben spielte Bollmann, der 1970 zum Berliner Staatsschauspieler ernannt wurde, auch an Kleinkunstbühnen. Einige seiner berühmtesten Theaterrollen hatte er unter der Regie von Samuel Beckett in dessen Stücken am Berliner Schillertheater. Seine spezielle Körperhaltung als Diener in Becketts Endspiel ging als „Bollmann-Haltung“ in die Theatergeschichte ein.

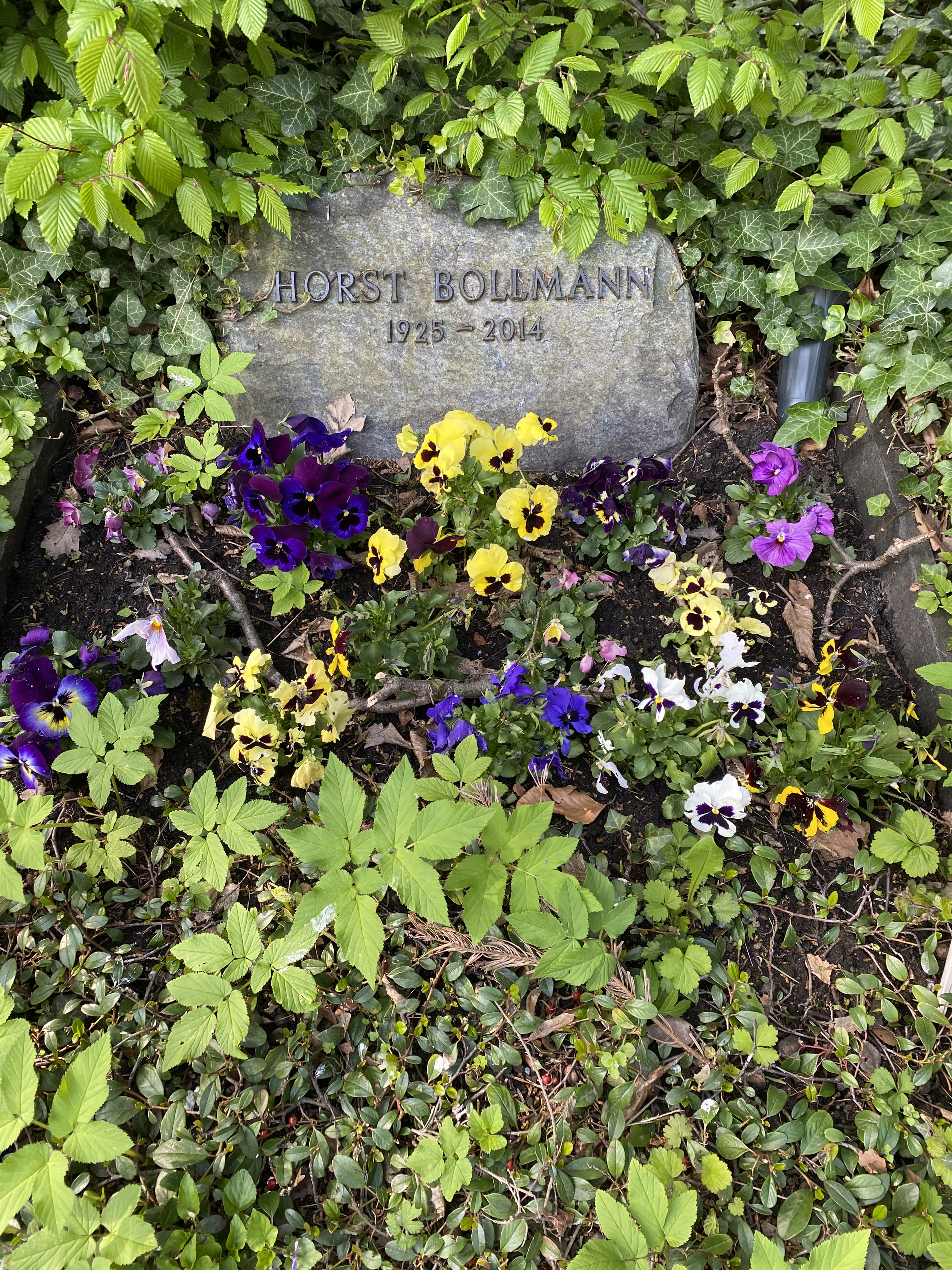
Grabstätte auf dem Friedhof Schöneberg III

Seit 1960 arbeitete Bollmann zudem bei Film und Fernsehen. Seine erste große Rolle war die Titelfigur in Bernhard Wickis Das Wunder des Malachias (1961). Populär wurde Bollmann als Kommissar in dem Durbridge-Mehrteiler Wie ein Blitz (1970) wie auch durch die Rolle des Felix Unger neben Heinz Baumann in der Serie Felix und Oskar (1980), der deutschen Version des amerikanischen Erfolges Ein seltsames Paar (The Odd Couple) von Neil Simon (im Kino von Jack Lemmon, im Fernsehen später von Tony Randall dargestellt). In insgesamt fünf Filmen der Krimiserie Tatort trat Bollmann als federführender Ermittler auf, in drei Folgen als Oberstleutnant Delius des Militärischen Abschirmdienstes (MAD) und in zwei Folgen als Hauptkommissar Brandenburg aus München. Die Figur des Oberstleutnant Delius verkörperte er zudem in einer Tatort-Folge um Kommissar Brammer (Knut Hinz) aus dem Jahr 1977.
Seit 1993 war Bollmann in insgesamt vier Folgen Das Traumschiff zu sehen. In der ZDF-Serie hatte er auch 2002 seinen letzten Auftritt vor einer Kamera.
Daneben war Bollmann auch als Sprecher in Hörspielen aktiv. So lieh er seine Stimme unter anderen Bilbo Beutlin in der WDR-Produktion von J. R. R. Tolkiens Der Hobbit.
Bollmann war mit seiner Kollegin Hetty Jockenhöfer verheiratet. Seit seinem Weggang von den Staatlichen Schauspielbühnen 1988 war Horst Bollmann freischaffend als Schauspieler tätig.
Der Schauspieler verstarb am 7. Juli 2014 nach langer und schwerer Krankheit in Berlin. Horst Bollmann wurde auf dem Friedhof Schöneberg III der Stadt im Ortsteil Friedenau beigesetzt.

## Filmografie (Auswahl)
- 1961: Das Wunder des Malachias
- 1964: Eiche und Angora (Fernsehfilm)
- 1965: Es geschah in Berlin – Trickbetrüger Tubatzki (Fernsehserie)
- 1966: Auf der Lesebühne der Literarischen Illustrierten – Günter Eich: Träume (Fernsehserie)
- 1966: Das Millionending (Fernsehserie, Zweiteiler)
- 1967: Jacobowsky und der Oberst (Fernsehfilm)
- 1967: Die Transaktion (Fernsehkurzfilm)
- 1967: Siedlung Arkadien (Fernsehfilm)
- 1967: Willst Du nicht das Lämmlein hüten? (Fernsehfilm)
- 1967: Das ausgefüllte Leben des Alexander Dubronski (Fernsehfilm)
- 1968: Der deutsche Meister (Fernsehfilm)
- 1968: Der eiserne Henry (Fernsehfilm)
- 1968: Die Geschichte von Vasco (Fernsehfilm)
- 1969: Endspiel (Fernsehfilm)
- 1969: Mister Barnett (Fernsehfilm)
- 1969: Der Versager (Fernsehfilm)
- 1969: Der Lauf des Bösen (Fernsehfilm)
- 1970: Wie ein Blitz (Kriminalfilm, Durbridge-Dreiteiler)
- 1970: Scheidung auf englisch (Fernsehfilm)
- 1971: Das Ding an sich – und wie man es dreht (Fernsehfilm)
- 1971: Die Theaterwerkstatt (Fernsehserie)
- 1972: Fisch zu viert (Fernsehfilm)
- 1973: Plaza Fortuna (Fernsehfilm)
- 1973: Black Coffee (Kriminalfilm)
- 1973: Einladung zur Enthauptung (Fernsehfilm)
- 1974: Zwischenstationen – Der Mann auf dem Dach (Fernsehserie)
- 1974: Tausend Francs Belohnung (Fernsehfilm)
- 1974: Sonderdezernat K1 – Kein Feuer ohne Rauch (Fernsehserie)
- 1975: Jedermanns Weihnachtsbaum (Fernsehfilm)
- 1975: Lehmanns letzter Lenz (Fernsehfilm)
- 1975: Hundert Mark (Fernsehserie)
- 1976: Pariser Geschichten (Fernsehserie)
- 1976: Warten auf Godot (Fernsehfilm)
- 1977: Sonderdezernat K1 – Der Stumme (Fernsehserie)
- 1977: David und Goliath (Fernsehfilm)
- 1977: Heinrich Zille (Fernsehfilm)
- 1977: Tatort: Das stille Geschäft
- 1978: Ein Hut von ganz spezieller Art (Fernsehfilm)
- 1979: Was wären wir ohne uns (4 Folgen, Miniserie)
- 1979: Felix und Oskar (6 Folgen, Fernsehserie)
- 1979: Tatort: Freund Gregor
- 1980: Der Floh im Ohr (Fernsehfilm)
- 1981: ’Ne scheene jejend is det hier (Fernsehfilm)
- 1982: Väter (Fernsehfilm)
- 1983: Tatort: Der Schläfer
- 1983: Die Krimistunde – Auch große Männer können sterben (Fernsehserie, Folge 5)
- 1984: So lebten sie alle Tage (5 Folgen, Fernsehserie)
- 1984: Manfred Krug: Krumme Touren (Fernsehfilm)
- 1984: Heute und damals (Fernsehfilm)
- 1985: Tatort: Baranskis Geschäft
- 1985: Die Mitläufer (Fernsehfilm)
- 1985: Die Krimistunde – Der Tag der Hinrichtung (Fernsehserie, Folge 17)
- 1985: Alte Gauner – Fifty-Fifty (Fernsehserie)
- 1985: Hautnah (Fernsehfilm)
- 1986: Derrick – Schonzeit für Mörder
- 1987: Wer erschoss Boro? (Krimi-Dreiteiler)
- 1987: Ein Heim für Tiere – Neue Freunde (Fernsehserie)
- 1987: Derrick – Absoluter Wahnsinn
- 1988: Tatort: Programmiert auf Mord
- 1988: Abendstunde im Spätherbst (Kriminalfilm)
- 1988: Die Schwarzwaldklinik – Die Rentnerinitiative
- 1989: Alte Freundschaften (Fernsehfilm)
- 1989: Tatort: Bier vom Faß
- 1990: Heidi und Erni – Pauschalen (Fernsehserie)
- 1991: Die Bank ist nicht geschädigt (Fernsehfilm)
- 1991: Taxi nach Rathenow (Fernsehfilm)
- 1992: Ein Fall für zwei – Schweigen ist Geld (Krimiserie)
- 1992: Geheimakte Lenz (Fernsehfilm)
- 1993: Liebe ist Privatsache (Fernsehserie)
- 1993: Das Traumschiff – Hongkong
- 1994: Mutter, ich will nicht sterben! (Fernsehfilm, Drama)
- 1995: Das Traumschiff – Mauritius
- 1995: Flucht ins Paradies (3 Folgen, Miniserie)
- 1995: Tatort: Endstation
- 1997: Derrick – Die Nächte des Kaplans
- 1997: Das Traumschiff – St. Lucia
- 1998: Edgar Wallace – Whiteface (Kriminalfilm)
- 2002: Singapur-Express – Geheimnis einer Liebe
- 2002: Das Traumschiff – Thailand

## Hörspiele (Auswahl)
- 1965: Thierry: So ein kleiner Lump! (Antony Brown) – Regie: Rolf von Goth (SFB)
- 1973: E. T. A. Hoffmann: Klein Zaches genannt Zinnober (Zinnober) – Regie: Siegfried Niemann (SFB)
- 1976: Theodor Storm: Carsten Curator (Makler Jaspers) – Regie: Siegfried Niemann (SFB)
- 1980: J. R. R. Tolkien: Der Hobbit (Bilbo Beutlin) – Regie: Heinz Dieter Köhler (Hörspiel – WDR)
- 1982: David Wheeler: Adel verpflichtet – Regie: Otto Düben (Kriminalkomödienhörspiel – SDR)
- 1991: Edgar Hilsenrath: Das Märchen vom letzten Gedanken – Regie: Peter Groeger (Hörspiel – SFB/HR)
- 1992: Horst Enders: Abrechnung (Kommissar Linke) – Regie: Albrecht Surkau (Kriminalhörspiel – SDR)
- 1994: John B. Keane: The Field – Regie: Robert Matejka (Hörspiel – MDR)
- 1995: Adolf Schröder: Der Trompetenspieler. – Regie: Jörg Jannings (Hörspiel – MDR)
- 1995: Jürgen Ebertowski/Joy Markert: Esbeck und Mondrian (Ishil) – Regie: Peter Groeger (Kriminalhörspiel – SFB)
- 1996: Waleri Petrow: Die Zauberperle (Runzelgesicht) – Regie: Werner Buhss (Kinderhörspiel – MDR/DLR)
- 1996: Axel Hacke: Der Kleine König Dezember (König Dezember) – Regie: Hartmut Kirste (Hörspiel – MDR/BR)
- 1998: Bruno Schulz: Wie Jakub, mein Vater, sich von uns wegverwandelte – Bearbeitung, Regie und Musikcollage: Heinz von Cramer (Familiendrama – HR)
- 1999: Joseph Roth: Hiob (Rottenberg) – Regie: Robert Matejka (Hörspiel – MDR)
- 2001: Józef Ignacy Kraszewski: Gräfin Cosel (Hofnarr Fröhlich) – Regie: Walter Niklaus (Hörspiel (5 Teile) – MDR)
- 2004: Heinz von Cramer: Jede Seite ist Anfang, jede Seite ist Ende oder Zustände wie im alten Rom – Regie: Heinz von Cramer (Hörspiel – NDR)
- 2006: Benno Meyer-Wehlack: An der Bordsteinkante (Der Alte) – Regie: Robert Schoen (SWR)
- 2008: Maraike Wittbrodt: Glücksbrief – Regie: Beatrix Ackers (Kinderhörspiel – DKultur)
- 2008: Adolf Schröder: Mutter Hamburg – Regie: Heinz von Cramer (Hörspiel – DKultur)
- 2009: Gustave Akakpo: Die Aleppo-Beule. – Regie: Beatrix Ackers (Hörspiel – SR)
- 2012 Markus Köbeli : Lenin – Regie: Annette Kurth (WDR)

## Auszeichnungen
- 1968: Deutscher Kritikerpreis
- 1968: Goldene Nymphe als bester Darsteller auf dem Internationalen TV-Festival Monte Carlo
- 1970: Berliner Staatsschauspieler
- 2010: Verdienstkreuz am Bande des Verdienstordens der Bundesrepublik Deutschland